# Chiliotrichum diffusum
Espèce
Classification APG III (2009)
Synonymes
- Chiliotrichum amelloides

Chiliotrichum diffusum est une espèce de plantes à fleurs du genre Chiliotrichum de la famille des Asteraceae. Elle est communément appelée fachine en anglais et mata negra au Chili et en Argentine (Verbena tridens y est nommée également mata negra).

## Description
C’est un sous-arbrisseau sempervirent de 20 à 200 cm de hauteur. Ses fleurs sont blanches. La floraison se déroule de novembre à février. La plante dégage un arôme distinct.

## Habitat et distribution
On la rencontre dans les clairières, les sous-bois ou en lisière de forêt en sol pauvre du niveau de la mer jusqu’à 400 m d’altitude. Son aire de répartition se situe du nord de Neuquén jusqu’en Terre de Feu, et entre autres, sur les îles des États, Navarino et des Malouines où c’est l’une des plus grandes plantes natives de l’archipel.